# Bąków Dolny
Bąków [pronunciación en polaco: /ˈbɔŋkuf ˈdɔlnɨ/] es un pueblo ubicado en el distrito administrativo de Gmina Zduny, dentro del condado de Łowicz, voivodato de Łódź, en el centro de Polonia. Se encuentra a unos 6 kilómetros al oeste de Zduny, a 15 kilómetros al oeste de Łowicz, y a 45 kilómetros al noreste de la capital regional Łódź.